# Atrichopogon conspicuus
Atrichopogon conspicuus är en tvåvingeart som beskrevs av Clastrier, Rioux och Descous 1961. Atrichopogon conspicuus ingår i släktet Atrichopogon och familjen svidknott. Inga underarter finns listade i Catalogue of Life.